# Tardor a la vall del riu Hudson
Tardor, a la vall del riu Hudson, el títol original del qual en anglès és Autumn-on the Hudson River, 1860, és una obra de Jasper Francis Cropsey, realitzada durant la seva estada a Londres. Cropsey era un pintor paisatgista estatunidenc, pertanyent a l'Escola del Riu Hudson.

## Introducció
Aquest quadre va ser realitzat durant la segona estada de Jasper F. Cropsey a la Gran Bretanya, entre els anys 1856 i 1863. Tot i que Cropsey era partidari de la pintura al plenairisme, és obvi que aquest llenç va ésser pintat de memòria, al seu estudi. El llenç va estar llest per a la seva exhibició l'estiu de 1860. Cropsey va distribuir fullets explicatius, explicant que el quadre representava el mes d'octubre, aproximadament a les tres de la tarda, en un dia calorós.
A més, Cropsey va disposar a la sala d'exposicions un muntatge amb fulles d'arbres autòctons de l'Amèrica del Nord, per tal de demostrar que les flamarades vermelles i daurades del quadre no eren exageracions, ja que els colors de l'Indian Summer Nord-Americà eren diferents i molt més vius que els de la tardor anglesa.

## Anàlisi de l'obra
Inscripció, a la part inferior, al centre: "Autumn, -on the Hudson River / J. F Cropsey / London 1860" 
A aquest llenç, Cropsey adopta un punt de vista elevat, mirant al sud-est, vers el riu Hudson i la Storm King Mountain a la dreta. Al primer pla hi ha representat un indret assolellat on corre un petit rierol, amb arbres a cada costat. Tres caçadors amb els seus gossos contemplen la llum del sol. Al llarg d'aquest rierol hi ha signes de la convivència harmònica de l'home amb la Natura: una petita cabanya de troncs, ovelles pasturant, els nens jugant en un pont, i les vaques que entren plàcidament a beure aigua del rierol. Aquí, l'home no és un conqueridor ni tampoc és un servent de la Natura; ambdós conviuen harmònicament. De fet, el paisatge és representat com un escenari procliu a una major expansió agrícola. Mentre que les escenes de tardor tradicionalment s'associen a la fugacitat de la vida, la pintura de Cropsey és més aviat una celebració del paisatge estatunidenc.

## Procedència
- Comprat a l'artista, l'any 1862 per Thomas Slattery, Londres.
- Arthur Jocelyn Charles, 6è Comte d'Arran.
- Venda del Comte d'Arran, Sotheby's, Londres, 11 juliol 1951, no. 150.
- Col·lecció privada
- John Nicholson Gallery, New York, novembre 1959;
- Comprat el 15 d'octubre 1963 per la Galeria Nacional d'Art de Washington.